# Bluewater, Ontario
Bluewater är en kommun (municipality) i Kanada.   Den ligger i provinsen Ontario, i den sydöstra delen av landet, 500 km väster om huvudstaden Ottawa. Bluewater ligger 249 meter över havet och antalet invånare är 7 044.